# Myosurus nitidus
Myosurus nitidus är en ranunkelväxtart som beskrevs av Alice Eastwood. Myosurus nitidus ingår i släktet råttsvansar, och familjen ranunkelväxter. Inga underarter finns listade i Catalogue of Life.